# 발머 계열

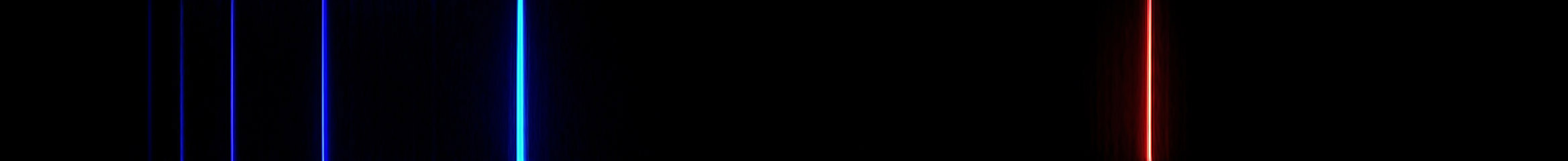
발머 계열의 수소 스펙트럼. 왼쪽에 보이는 2개의 선은 자외선 영역 중 가시광선 영역과 가장 근접한 자외선 스펙트럼의 선이다.

발머 계열(Balmer series) 또는 발머선(Balmer lines) 은 원자물리학에서 수소 원자의 방출선으로 나타나는 계열로 각기 다른 여섯 개의 계열 중 하나를 말한다. 발머 계열은 1885년에 스위스 수학자  요한 야코프 발머에 의해 밝혀진 실험식인 발머식을 사용하여 계산한다.
수소의 가시광선 스펙트럼은 들뜬 상태 양자레벨에서 양자수 n=2로 전이되면서 전자에 의해 광자가 방출되는 410 nm, 434 nm, 486 nm, 656nm의 네 개의 파장으로 나타난다. 400nm보다 더 짧은 파장을 갖는 자외선 영역 발머선도 있다.

## 개관

보어 모형으로 간단하게 나타낸 발머선의 기작.

발머 계열은 n≥3에서 n=2로 전이되는 전자에 의해 특징지어진다. (n은 전자의 궤도양자수나 주양자수를 의미한다.) 전이는 순차적으로 그리스문자로 나타낸다. n=3에서 n=2로 전이는 H-α라고 부르고, n=4에서 n=2로 전이는 H-β라고 부르며, n=5에서 n=2로 전이는 H-γ이고, n=6에서 n=2로 전이는 H-δ라고 한다.
| 에너지 준위차 | 3→2        | 4→2        | 5→2        | 6→2        | 7→2        | 8→2        | 9→2        | {\displaystyle \infty }→2 |
| 이름          | H-α / Ba-α | H-β / Ba-β | H-γ / Ba-γ | H-δ / Ba-δ | H-ε / Ba-ε | H-ζ / Ba-ζ | H-η / Ba-η |                           |
| 파장 (nm)     | 656.3      | 486.1      | 434.1      | 410.2      | 397.0      | 388.9      | 383.5      | 364.6                     |
| 색깔          | 적색       | 물색       | 청색       | 보라색     | (자외선)   | (자외선)   | (자외선)   | (자외선)                  |

비록 물리학자들이 1885년 전에 원자 방출에 대한 상을 받았지만 그들은 스펙트럼선들이 보여야만 하는 곳을 정확히 예측할 수 있는 수단이 없었다. 발머 식은 높은 정밀도로 수소의 4개의 가시광선 흡수/방출 선들을 예언했다. 발머 식은 이것을 일반화함으로써 뤼드베리 공식에 영감을 주었고, 이러한 전환이 가시광선 밖에서 발견되는 수소의 다른 흡수/방출 선들을 예견한 리만, 파센 그리고 브라켓 계열을 찾을 수 있도록 물리학자들을 이끌었다.
수소 가스의 n=3에서 n=2로 전이되는 잘 알려져 있는 붉은 H-알파 스펙트럼선은 우주에서 잘 보이는 색 중 하나이다. 이것은 오리온성운과 같은, 별이 형성되는 지역에서 종종 발견되는 전리수소영역으로 방출 또는 이온화된 성운의 스펙트럼에 밝은 붉은 선으로 나타난다. 실제-색이 담긴 사진에서 이러한 성운들은 수소가 방출한 가시광선 발머선의 결합으로부터 뚜렷한 핑크색을 갖는다.
후에, 수소 스펙트럼선을 매우 높은 해상도로 검출할 때 그들은 매우 가깝게 위치한 이중선(쌍선)을 발견했다. 이러한 부분을 미세구조라고 부른다. 또한 들뜸 전자들이 n이 6보다 더 큰 곳에 있는 궤도로부터 발머 계열 n=2로 뛰어 오르는 것이 자외선 영역에 음영을 나타냄을 발견할 수 있었다.

## 발머 식
발머는 가시광선 영역에 있는 수소 스펙트럼선에서 하나의 단순한 수가 모든 선과 관계있음을 알아냈다. 그 수는 364.56nm이었다. 2보다 높은 어떤 정수에 제곱을 한 수를 제곱 한 수에 4를 뺀 수로 나누고, 거기에 364.56을 곱하면 가시광선 수소 스펙트럼에서 다른 선의 파장을 얻는다. 이 식으로부터 그는 분광학으로부터 그의 여생에서 만들 수 있던 확실한 선들의 측정은 다소 부정확했고 비록 그의 식은 아직 발견하지는 못했지만 후에 발견 할 수 있는 선들을 예언한다. 그의 수는 또한 계열의 한계가 있음을 입증했다.
발머 식은 흡수/방출 선 파장을 발견하는데 이용할 수 있다.
{\displaystyle \lambda =B\left({\frac {m^{2}}{m^{2}-n^{2}}}\right)=B\left({\frac {m^{2}}{m^{2}-2^{2}}}\right)}
- λ: 파장
- B: 상수. 3.6456×10-7=364.57 nm
- n: n=2
- m: m>n

위 식을 이용하여 계산하면 다음과 같다.
1. m=3, λ=656 nm
2. m=4, λ=486 nm
3. m=5, λ=434 nm
4. m=6, λ=410 nm
5. m=7, λ=397 nm
6. m=8, λ=389 nm
7. m=무한대, λ=364 nm

### 일반화
1888년 물리학자 요하네스 뤼드베리는 모든 수소원자의 전이에 대해 발머 식을 일반화했다. 보통 발머 식으로 계산되어 사용되는 이 식은 뤼드베리 공식의 구체적인 예시이고, 위의 식을 간단하게 대등한 수학적 재정리로써 표현된다.
{\displaystyle {\frac {1}{\lambda }}={\frac {4}{B}}\left({\frac {1}{2^{2}}}-{\frac {1}{n^{2}}}\right)=R_{H}\left({\frac {1}{2^{2}}}-{\frac {1}{n^{2}}}\right)}
- n=3, 4, 5 …
- λ: 흡수/방출 빛의 파장
- {\displaystyle R_{H}}: 뤼드베리 상수. 발머식에서의 B를 {\displaystyle {\frac {4}{B}}} 로 계산한 값. {\displaystyle 10,973,731.57m^{-1}}

## 천문학에서의 역할
발머계열은 천문학에서 특히 유용하다. 우주에는 수소가 아주 풍부한고로, 수많은 천체들에서 발머선이 매우 흔하게, 또한 다른 원소들로 인한 선보다 상대적으로 강하게 나타나기 때문이다.
항성의 표면 온도를 결정하는 항성의 분광 분류는 전체 스펙트럼에서 어느 선스펙트럼이 상대적으로 강하게 나타나는지에 근거하고 있으며, 이때 발머계열이 특히 매우 중요하다. 스펙트럼을 면밀히 분석함으로써 표면중력(별의 크기와 관련이 있음)과 성분 조성을 비롯한 다른 특성들도 밝혀낼 수 있다.
발머선이 다양한 천체들의 스펙트럼에서 나타나기 때문에, 발머선의 도플러편이를 통해 시선속도를 알아낼 때도 사용된다. 이것은 쌍성, 외계 행성, 밀집성(중성자별, 블랙홀 등. 그 주위 강착원반 내의 수소의 운동을 통함)의 탐지, 운동이 유사하고 기원이 유사할 가능성이 있는 천체군들(성단, 은하단, 충돌로 발생된 파편 등)의 판독, 은하나 퀘이사의 거리(사실상 적색편이) 결정, 처음 보는 천체가 있을 시 그 스펙트럼을 살펴 정체를 판정할 때 등 천문학의 전 영역에 걸쳐 중요하게 사용된다.
발머선은 관측하는 천체의 성질에 따라 스펙트럼상에서 흡수선 또는 방출선으로 나타날 수 있다. 항성의 경우에는 흡수선으로 나타나고, 표면온도가 약 10,000 켈빈인 항성(분광형 A형)에서 가장 강하게 나타난다. 그리고 대부분의 나선은하, 불규칙은하, 활동은하핵, 전리수소영역, 행성상성운에서는 발머선이 방출선으로 나타난다.

## 같이 보기
- 천체분광학
- 보어 모형
- 수소 스펙트럼 계열
- 라이먼 계열
- 뤼드베리 공식
- 항성분류